# 中国食品药品检定研究院

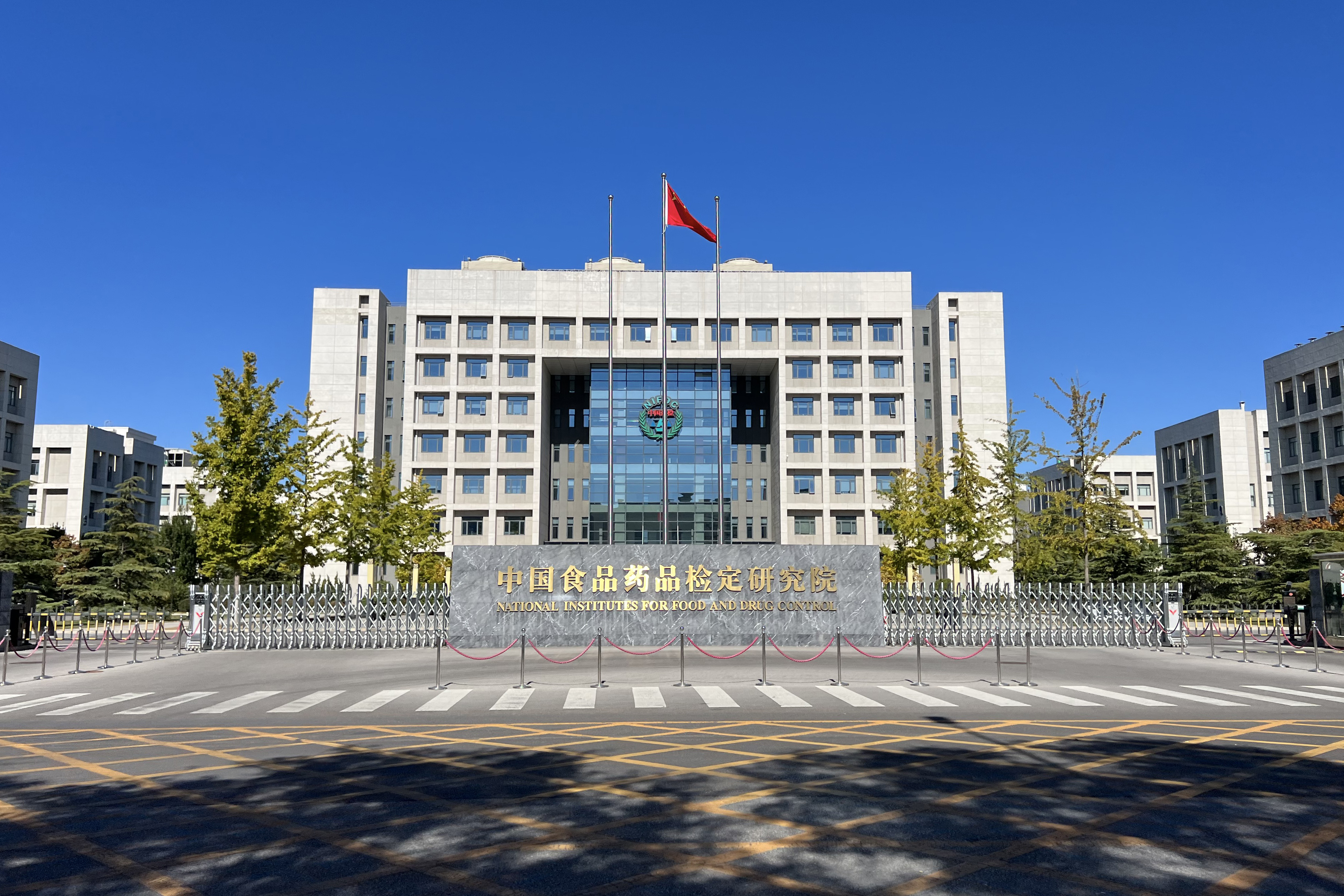
本机构位于北京市大兴区生物医药产业基地华佗路31号院

中国食品药品检定研究院是中华人民共和国负责食品、药品、医疗器械、化妆品等检验检测和评价管理工作的机构，为国家药品监督管理局的直属事业单位。原名中国药品生物制品检定所。